# Volksbank Seligenstadt
Die Volksbank Seligenstadt eG ist eine Genossenschaftsbank mit Sitz in der hessischen Stadt Seligenstadt im Landkreis Offenbach.

## Geschichte
Die Volksbank Seligenstadt eG wurde am 29. Dezember 1903 gegründet und hat sich bis heute ihre Eigenständigkeit bewahrt.

## Rechtsverhältnisse
Die Volksbank Seligenstadt eG (lt. GnR „VOLKSBANK SELIGENSTADT EG“) ist im Genossenschaftsregister beim Amtsgericht Offenbach am Main unter GnR 20104 eingetragen.

## Organisationsstruktur
Rechtsgrundlagen sind das Genossenschaftsgesetz und die durch die Generalversammlung beschlossene Satzung. Organe der Bank sind der Vorstand, der Aufsichtsrat und die Generalversammlung.

## Sicherungseinrichtung
Die Volksbank Seligenstadt eG ist der amtlich anerkannten Sicherungseinrichtung des Bundesverbandes der Deutschen Volksbanken und Raiffeisenbanken GmbH und der zusätzlichen freiwilligen Sicherungseinrichtung des Bundesverbandes der Deutschen Volksbanken und Raiffeisenbanken e.V. angeschlossen.

## Geschäftsausrichtung
Die Volksbank Seligenstadt eG betreibt das Universalbankgeschäft. Im Verbundgeschäft arbeitet sie mit der DZ Bank, R+V Versicherung, Bausparkasse Schwäbisch Hall, Teambank, VR Leasing,  DZ Hyp und der Union Investment zusammen.

## Geschäftsgebiet
Das Geschäftsgebiet liegt im Osten des Landkreises Offenbach.
An diesen Orten betreibt die Bank Filialen:
- Seligenstadt (Hauptstelle, jur. Sitz)
- Klein-Krotzenburg (Geschäftsstelle)